# Лопатодзьоб
Лопатодзьоб (Platyrinchus) — рід горобцеподібних птахів родини тиранових (Tyrannidae). Представники цього роду мешкають в Мексиці, Центральній і Південній Америці.

## Опис
Лопатодзьоби — дрібні птахи, середня довжина яких становить 8,5-12,5 см, а вага 7,5-17 г. Їх притаманні короткі хвости і дуже широкі, пласкі дзьоби. Вони живуть в підліску тропічних лісів. Ведуть прихований спосіб життя, зустрічаються поодинці. Живляться комахами, на яких вони чатують серед рослинності. 

## Таксономія і систематика
Молекулярно-генетичне дослідження, проведене Телло та іншими в 2009 році, дало змогу дослідникам краще зрозуміти філогенію родини тиранових. Згідно із запропонованою ними класифікацією, рід Лопатодзьоб (Platyrinchus) належить до родини Лопатодзьобові (Platyrinchidae), разом з родами Москверито (Neopipo) і Котинга-крихітка (Calyptura). Однак більшість систематиків не визнає цієї класифікації.

## Види
Виділяють сім видів:
- Лопатодзьоб бурощокий (Platyrinchus saturatus)
- Лопатодзьоб північний (Platyrinchus cancrominus)
- Лопатодзьоб білогорлий (Platyrinchus mystaceus)
- Лопатодзьоб золотоголовий (Platyrinchus coronatus)
- Лопатодзьоб жовточеревий (Platyrinchus flavigularis)
- Лопатодзьоб білоголовий (Platyrinchus platyrhynchos)
- Лопатодзьоб рудокрилий (Platyrinchus leucoryphus)

## Етимологія
Наукова назва роду Platyrinchus походить від сполучення слів дав.-гр. πλατυς — широкий і ῥυγχος — дзьоб.